# Mike Phillips (muzyk)
Mike Philips (ur. Mount Vernon, Nowy Jork, USA) – amerykański muzyk, grający smooth jazz, jazz z elementami soulu i hip-hopu. Gra na saksofonie, rogu i innych instrumentach. Również śpiewa.

## Życiorys
Jego rodzice – Violet Phillips i Nathan Mumby pochodzili z Jamajki, skąd przeprowadzili się do Mount Vernon do Stanów Zjednoczonych. Ma 1 brata i 3 siostry. Pierwsze zetknięcie z muzyką było to, gdy jako 3-latek Mike otrzymał od matki magnetofon. Gdy ukończył pierwszą klasę szkoły podstawowej, otrzymał organki. Pomimo że wydawały kiepski dźwięk, chłopiec był dumny, że potrafi na nich grać. Muzyka coraz bardziej pochłaniała małego Mike'a, natomiast – z powodu jąkania się, szkoła była dla niego czymś, czego nie znosił. Bał się głośno czytać czy rozmawiać. Rówieśnicy dokuczali mu, nazywali go "mah mah mah mah mah mah Mike". Chłopiec zaczął uczęszczać na zajęcia logopedyczne, dzięki dr Kleinowi stopniowo potrafił mówić sprawnie. Mike kochał także sport, grał w baseball, futbol oraz koszykówkę. W 5 klasie szkoły podstawowej trochę przez przypadek trafił do zespołu szkolnego, gdzie zaczął uczyć się gry na rogu. Ćwiczył przez 2 godziny dziennie, próbując wykonywać utwory zasłyszane w radio i w telewizji. W gimnazjum sporo czasu poświęcał na sport i muzykę, coraz rzadziej spotykając się z kolegami, z którymi uprawiał freestyle i beatbox. W owym okresie mocny wpływ wywarł na niego trener baseballa, p.Alston, który mawiał, że "nie praktyka czyni doskonałym, tylko doskonałe praktykowanie może uczynić Cię mistrzem". Mike pewnego dnia wybrał się do Harlemu i zakupił płyty Coltrane'a i Gordona – zaczął własne "praktyczne doskonalenie" poprzez próby nad solówkami ww. wirtuozów. Grając w kościele w Mount Vernon zdał sobie sprawę, że oprócz techniki w muzyce ważny jest duch, przekaz. W wieku 16 lat zdecydował się grać zawodowo. Został zaproszony przez niejakiego Garry'ego Montuiego do stałego występowania z bandem w klubie nocnym "U Wilsona" (Wilson's) w Nowym Jorku. Wówczas został zauważony m.in. przez Steviego Wondera. Z zespołem grał podczas uroczystości 80. urodzin Nelsona Mandeli. Po powrocie z RPA zauważył go także Wayman Tisdale, który zaprosił Mike'a do wspólnego koncertowania. Philips grając w zespole Tisdale'a brał udział w nagraniu płyty dla Hiddenbeach Record, wkrótce po podpisaniu odrębnego kontraktu, wydał tam swoją debiutancką płytę "You Have Reached". Ma córkę. Zaśpiewała ostatnią piosenkę na płycie "Uncommon Denominator".

## Dyskografia

### Albumy solowe
- maj 2002: You Have Reached (edycja specjalna – sierpień 2002)
- styczeń 2004: All the Druids
- lipiec 2005: Uncommon Denominator

### Składanki, występy gościnne
- 1995: Groove Theory (Groove Theory)
- 2001: Experience: Jill Scott 826 + (Jill Scott)
- 2001: Out Where The Blue Begins (Terry Garland)
- 2002: Hidden Beach Recordings Presents: Unwrapped Vol. 2
- 2003: Hidden Hits Vol. 1
- 2004: Hidden Beach Recordings Presents: Unwrapped Vol. 3
- 2005: Bounce (Tom Braxton)
- 2006/2007: Pop Jazz, Volume One
- 2007: Real Thing: Words And Sounds Vol. 3 (Jill Scott])
- 2007: Like You Mean It (Joey Sommerville)